# Kościół św. Justyna we Frankfurcie-Höchst

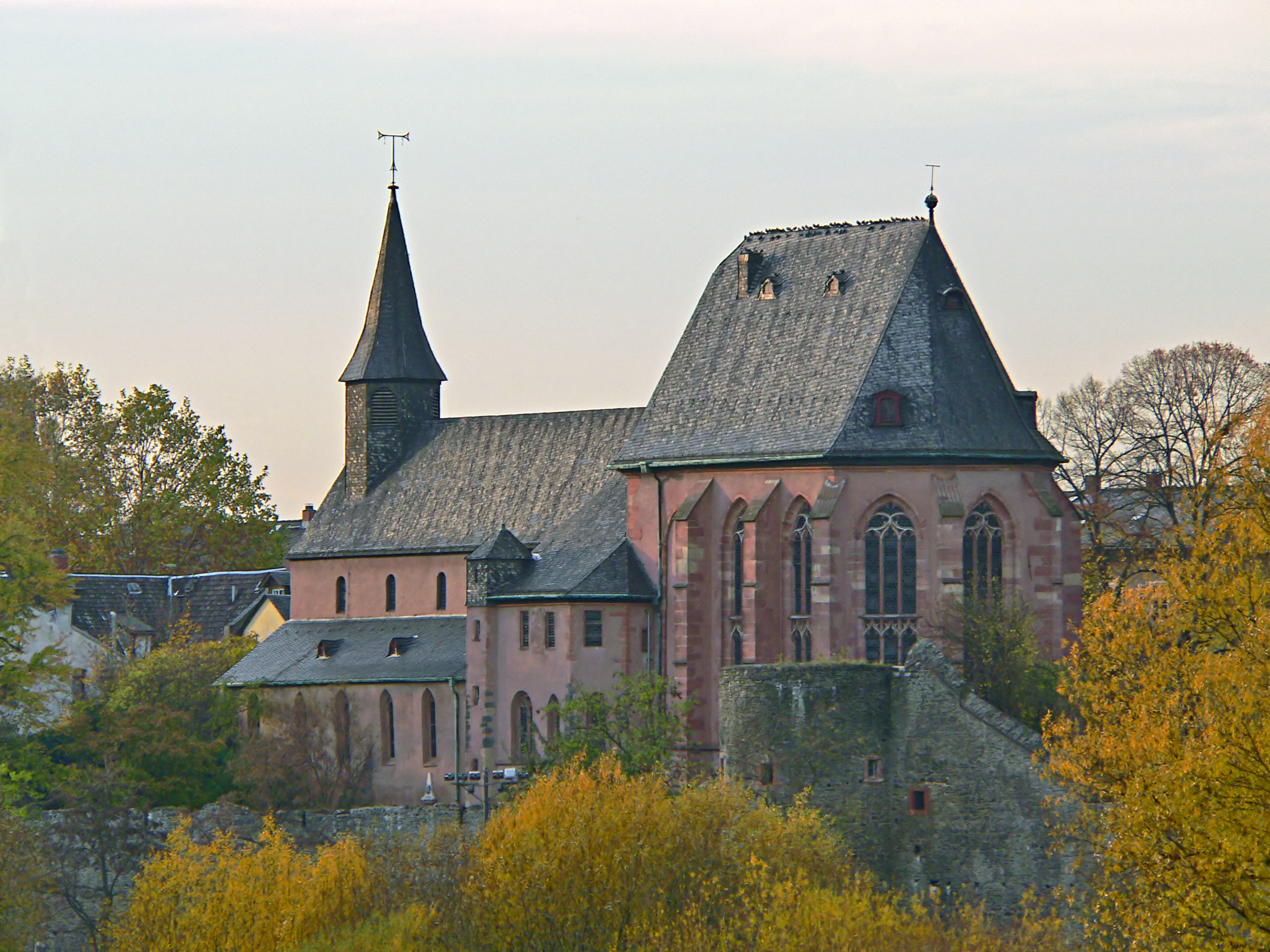
kościół św. Justyna od strony nabrzeża Menu: po prawej gotycki chór, po lewej karolińskie nawy

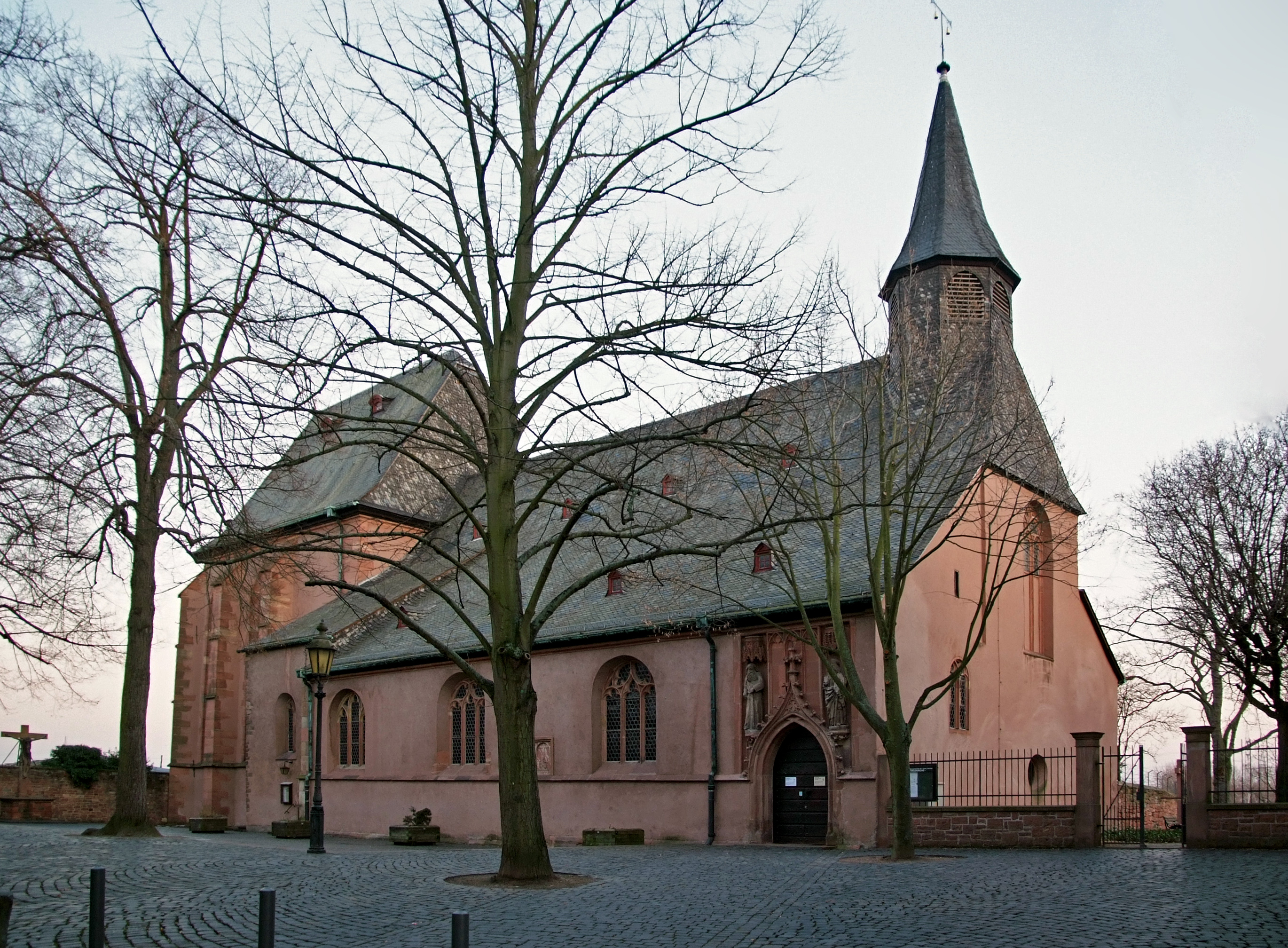
Widok od północnego zachodu

Kościół św. Justyna (niem. Justinuskirche) – karolińska bazylika we Frankfurcie-Höchst, najstarszy zachowany budynek Frankfurtu nad Menem i jeden z najstarszych kościołów w Niemczech.
Korpus nawowy kościoła pochodzi z roku około 830, zaś późnogotycki chór powstał od 1441 roku. Kościół wyposażony jest w cenny detal architektoniczny, m.in. we wnętrzu zachowało się dziewięć karolińskich kapiteli. Znaczenie kościoła polega ponadto na tym, że co najmniej od 1150 roku nieprzerwanie był używany i uniknął większych zniszczeń.

## Historia

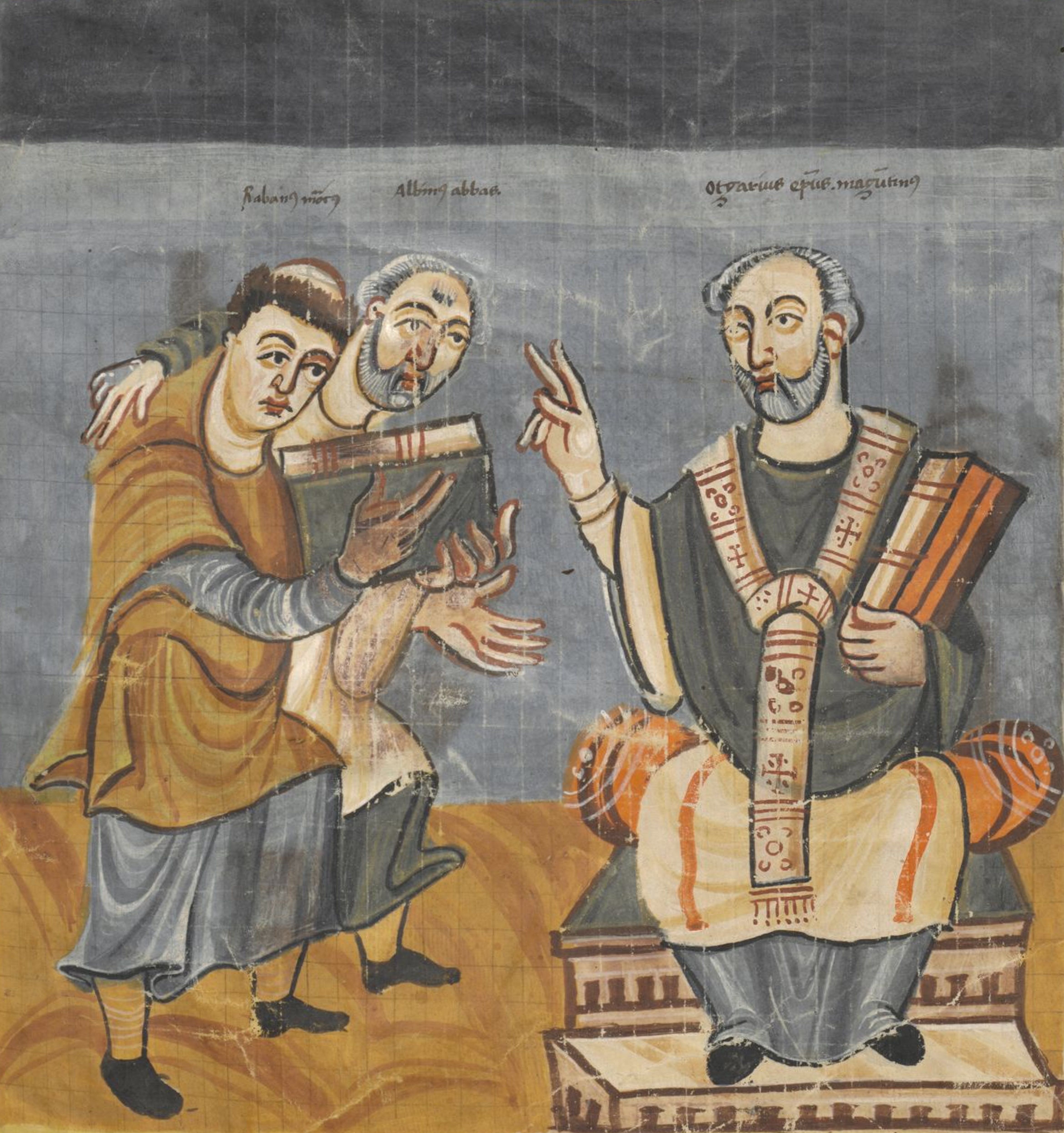
Fundatorzy kościoła św. Justyna: arcybiskup Otgar (po prawej) i jego następca Hraban Maur (po lewej)

Za czasów arcybiskupa Moguncji Otgara (tj. w latach 826–847) sprowadzono z Włoch relikwie św. Justyna, dla których rozpoczęto w Höchst am Main budowę reprezentacyjnego kościoła, swą wielkością znacznie przekraczającego potrzeby miejscowej parafii, a będącego demonstracją potęgi arcybiskupa w konfrontacji z królami frankijskimi, rezydującymi m.in. w pobliskim Frankfurcie. Kościół został wyświęcony już przez następcę Otgara, Hrabana, w roku 850, wkrótce też złożono przechowywane tymczasowo w Seligenstadt relikwie. W 1090 roku arcybiskupi podarowali stary już wówczas kościół parafialny benedyktynom z klasztoru św. Albana w Moguncji, którzy założyli przy nim swój klasztor, a w 1298 przenieśli do macierzystego kościoła w Moguncji relikwie patrona kościoła w Höchst am Main. Tenże otrzymał wówczas wezwanie św. Małgorzaty, które nosi w sensie liturgicznym formalnie do dziś, a początkowe wezwanie zostało przejściowo zapomniane i szerzej rozpropagowane przez historyków w końcu XIX wieku, którzy odkryli karolińską genezę kościoła. Od 1419 kościół służył ponownie wyłącznie potrzebom parafii, aż w 1441 przejęli go antonici, którzy wkrótce rozpoczęli budowę gotyckiego prezbiterium. Odtąd aż do kasaty zakonu w roku 1802 nawy służyły parafianom, a oddzielone początkowo przez lektorium prezbiterium zakonnikom. W 1804 roku wyburzono znajdujący się przy kościele karner, a w 1810 roku zamknięto przykościelny cmentarz.
Rozwój miasta Höchst am Main spowodował, że kościół stał się w końcu XIX wieku zbyt mały, zbudowano zatem w pobliżu ukończony w 1908 roku kościół św. Józefa. W latach 1930–1932 przeprowadzono szeroko zakrojoną renowację kościoła, usuwając większość barokowych oraz historyzujących przeróbek. Jednocześnie wyburzono mur cmentarza i wydrukowano jego teren. W 1985 roku badania podwaliny więźby dachowej metodą dendrochronologiczną potwierdziły ustalony dotychczas jedynie historiograficznie i na podstawie cech stylistycznych detalu karoliński rodowód kościoła. Od 2007 roku pozbawiony ogrzewania kościół św. Justyna jest kościołem filialnym parafii św. Józefa, w okresie letnim odbywają się w nim nabożeństwa. Jednocześnie trwa stopniowa renowacja dachu i zawilgoconych ścian.

## Architektura
Kościół św. Justyna jest orientowaną trójnawową karolińską bazyliką z trójprzęsłowym, zamkniętym wielobocznie (5/8) późnogotyckim prezbiterium i pochodzącymi z tego samego okresu przybudówkami od strony północnej.

### Karolińskie nawy
Pierwotne wejście do kościoła znajdowało się na jego osi, w elewacji zachodniej. Obecnie jest ono w dolnej części zamurowane, a w górnej stanowi owalny okno. Nazwa główna, znacznie szersza i wyższa od naw bocznych, oddzielona jest od każdej z nich sześcioma arkadami, spoczywającymi na kolumnach z kunsztownie opracowanymi kapitelami, wzorującymi się na porządku korynckim. Od wschodu nawy połączone są z trzema przestrzeniami, pierwotnie na planie kwadratów, każdorazowo takiej samej szerokości jak nawa główna. Dawniejsi badacze doszukiwanie się tam transeptu, obecnie panuje zgodność, że były to sanktuaria, zakończone od wschodu addytywnymi apsydami. Pozostałości apsydy środkowej i północnej zachowały się pod poziomem posadzki. Karolińskie nawy nakryte są obecnie płaskimi stropami.

### Późnogotycka rozbudowa
W początku XV wieku dodano kaplicę św. Krzyża w południowo-wschodnim narożniku kościoła, w miejscu południowego sanktuarium (zapewne uszkodzonego wskutek osiągania skarpy), obecnie używaną jako zakrystia
Spośród trzech kaplic po stronie północnej, pomiędzy którymi znajduje się obecna kruchta, jedna powstała prawdopodobnie w połowie XV wieku, a dalsze później.
Po roku 1441 antonici dodali znacznie wyższe od korpusu nawowego i szersze od nawy głównej prezbiterium z przyporami i ostrołukowymi maswerkowymi oknami, pierwotnie przekryte sklepieniem sieciowym. W celu budowy prezbiterium konieczne było powiększenie i umocnienie nasypu skarpy. Niestabilny grunt spowodował, że prezbiterium nierówno osiadało, zwłaszcza po lekkim trzęsieniu ziemi i wykazuje obecnie niewielkie przechylenie na południe. Ze względu na powstałe szkody już w 1523 roku rozebrano sklepienie prezbiterium i nakryto je płaskim stropem z desek, obecnie nakryte jest ono wykonaną w latach 30. XX wieku pseudokolebką o konstrukcji gipsowej na siatce i drewnianej podbudowie, z grubsza naśladującej zarys gotyckich sklepień.